# 雅戈爾

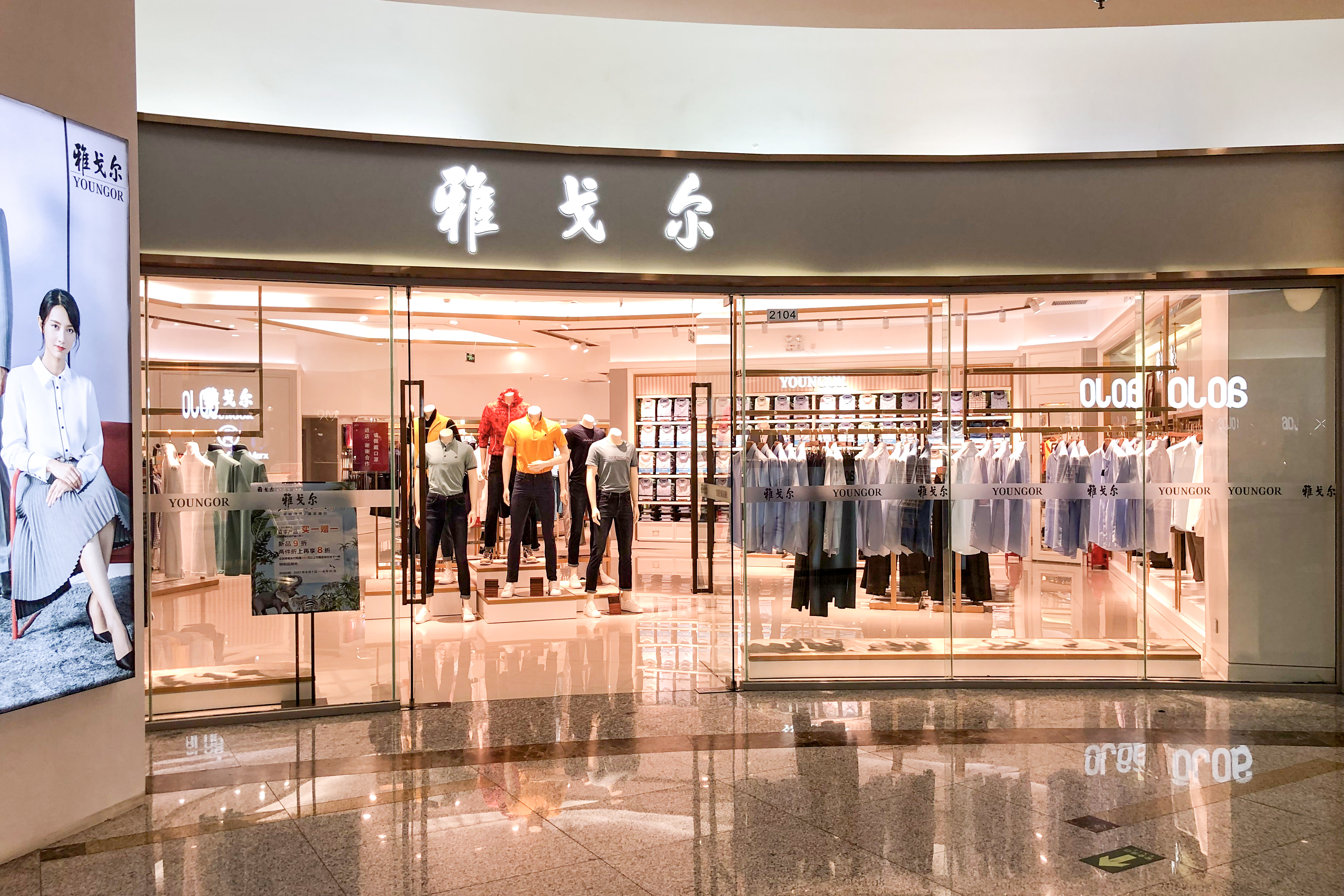
北京金源时代购物中心内的雅戈尔店铺

雅戈爾集團（英語：Youngor Group, 上交所：600177，简称：雅戈尔）是一家中国服装公司，涉足的產業以品牌服裝、地產開發、金融投資為主。旗下的雅戈爾集團股份有限公司為上市公司。

## 历史
創建於1979年，總部位於浙江寧波。1998年在上海證券交易所上市，代码600177。2007年11月7日Kellwood 以约1.20亿美元的现金向雅戈爾集團出售（Smart-Shirts）新馬製衣有限公司，2015年12月8日雅戈爾以164.67亿元人民币战略入股中信股份，累计持有14.25亿股，占中信股份总股本的4.9%。